# 오산시티자이
오산시티자이(영어: Osan City Xi)은 대한민국 경기도 오산시 부산동에 위치한 대규모 아파트 단지이다. 2017~2019년에 완공하였다. 총합 29개동, 총합 3,130세대이다.